# Hans Commenda junior
Hans Commenda (* 5. Februar 1889 in Linz; † 25. Jänner 1971 ebenda) war ein Heimatforscher und gilt als bedeutendster oberösterreichischer Volksmusiksammler und -forscher.

## Leben und Wirken
Commenda besuchte das Akademische Gymnasium in Linz und legte im Jahr 1907 die Reifeprüfung ab, anschließend studierte er in Wien und Dijon Philosophie. Nach der Promotion 1911 erwarb er 1912 die Lehrbefähigung für Deutsch, Französisch und Latein. Anfangs war er an der Staatsrealschule in Steyr beschäftigt, von 1919 bis 1936 an der Staatsrealschule in Linz, und 1936 wurde er zum Direktor des Bundesrealgymnasium Linz Fadingerstraße ernannt. 1945 wurde er zum Bundesstaatlichen Volksbildungsreferent für Oberösterreich ernannt; dieses Amt hatte er bis zu seiner Versetzung in den Ruhestand Ende 1954 inne.
Commenda war Mitbegründer des Österreichischen Volksliedwerks, bei dem er rund fünfzig Jahre wirkte, und von 1946 bis 1954 Vorsitzender des Stelzhamer-Bunds.
Seit 1972 ist eine Straße in Linz-Dornach (St. Magdalena) nach ihm benannt.

## Werke (Auswahl)
- Oberösterreichische Volkstänze. Tanzweisen mit Tanzbeschreibungen versehen. Bärenreiter, Kassel 1928.
- Burschentänze. Tanzweisen mit Tanzbeschreibungen versehen. Bärenreiter, Kassel 1934.
- Die Geschichte des Oberösterreichischen Sängerbundes. Oberösterreichischer Sängerbund, Linz 1934.
- Heitere Tanzspiele. Tanzweisen mit Tanzbeschreibung versehen. Bärenreiter, Kassel 1934.
- Geschichten um Anton Bruckner. Muck, Linz 1946.
- Franz Stelzhamer. Leben und Werk. Oberösterreichischer Landesverlag, Linz 1952.
- Erinnerungen eines Linzer Volksbildners. Oberösterreichischer Landesverlag, Linz 1961.

## Ehrungen und Auszeichnungen
- Raimund-Zoder-Medaille